# الکساندر زابلین
الکساندر زابلین (روسی: Александр Николаевич Забелин؛ زادهٔ ۶ دسامبر ۱۹۳۱) ورزشکار ورزش تیراندازی اهل اتحاد جماهیر شوروی سوسیالیستی است.
وی در مسابقات کشوری و بین‌المللی در مجموع برندهٔ ۱ مدال برنز شده‌است.